# Szarvaskerep
A szarvaskerep (Lotus corniculatus) a hüvelyesek (Fabales) rendjébe, ezen belül a pillangósvirágúak (Fabaceae) családjába tartozó faj.
Nemzetségének a típusfaja.

## Előfordulása
A szarvaskerep előfordulási területe Eurázsia mérsékelt övi füves pusztái, valamint Észak-Afrika. Az Egyesült Királyságban és Írországban nagyon gyakori. Magyarországon nagyon gyakori faj. Száraz réteken, legelőkön él, így megtalálható a Hevesi Füves Puszták Tájvédelmi Körzetben is. A világon sokfelé betelepítették; így Észak-Amerikába és Ausztráliába is, ahol azonban inváziós fajjá vált.

## Alfajai
- Lotus corniculatus subsp. callunetorum (Üksip) Tzvelev
- Lotus corniculatus subsp. corniculatus L.
- Lotus corniculatus subsp. glacialis (Boiss.) Valdés
- Lotus corniculatus subsp. japonicus (Regel) H.Ohashi
- Lotus corniculatus subsp. komarovii (Miniaev) Tzvelev
- Lotus corniculatus subsp. ruprechtii (Miniaev) Tzvelev

## Megjelenése
Évelő és lágy szárú növény, melynek megjelenése a herefajokéhoz (Trifolium) hasonló. A szarvaskerep magassága általában 5-20 centiméter között mozog, de ha más növényre támaszkodhat, akkor 50 centiméteresre is megnőhet. Levelei ötösével nőnek, de ezekből három jóval nagyobb, mint a másik kettő. A sárga vagy narancssárga, néha vörössel mintázott virágai után, hüvelytermései lesznek.

## Életmódja
A szarvaskerep a füves puszták egyik alkotó növényfaja. Az ember által elhagyott helyeken és útszéleken is nő. Főleg a homokos talajokat kedveli. Júniustól szeptemberig nyílik. A virágait főleg a poszméhek (Bombus) porozzák meg. A legelést jól bírja. A következő lepkefajok hernyóinak szolgál táplálékul: közönséges nappalibagoly (Euclidia glyphica), lucernamoly (Oncocera semirubella), fehérgyűrűs csüngőlepke (Zygaena carniolica), nyugati csüngőlepke (Zygaena fausta), Cerastis rubricosa és ezüstös boglárka (Plebejus argus).

## Felhasználása
Sok helyre háziállatok táplálásához, valamint nitrogén- és talajkötő tulajdonságai miatt ültetik. A szegényes talajokon a takarmánylucerna (Medicago sativa) helyettesítője lehet.

## Képek

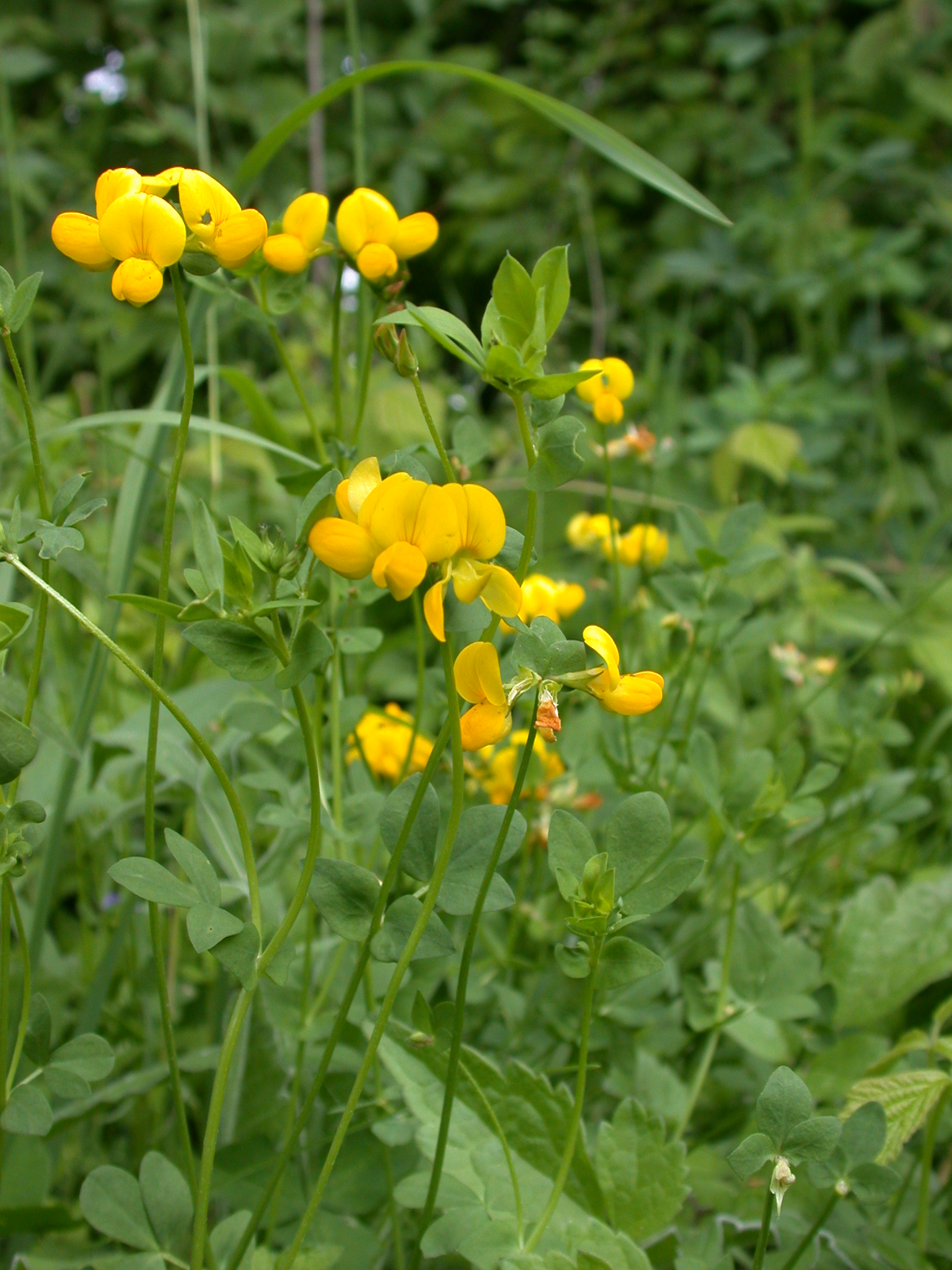
A növények
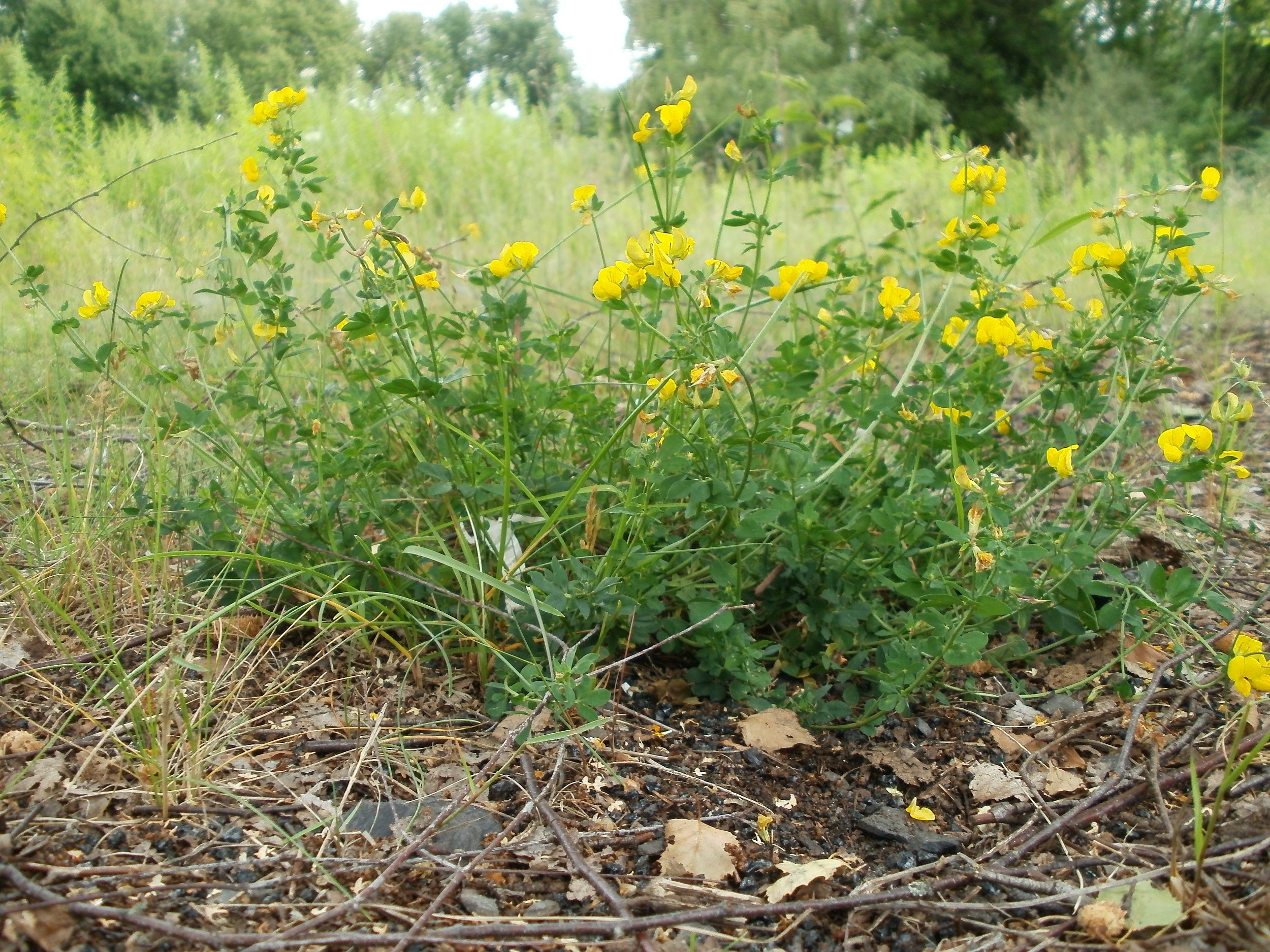
Telepe
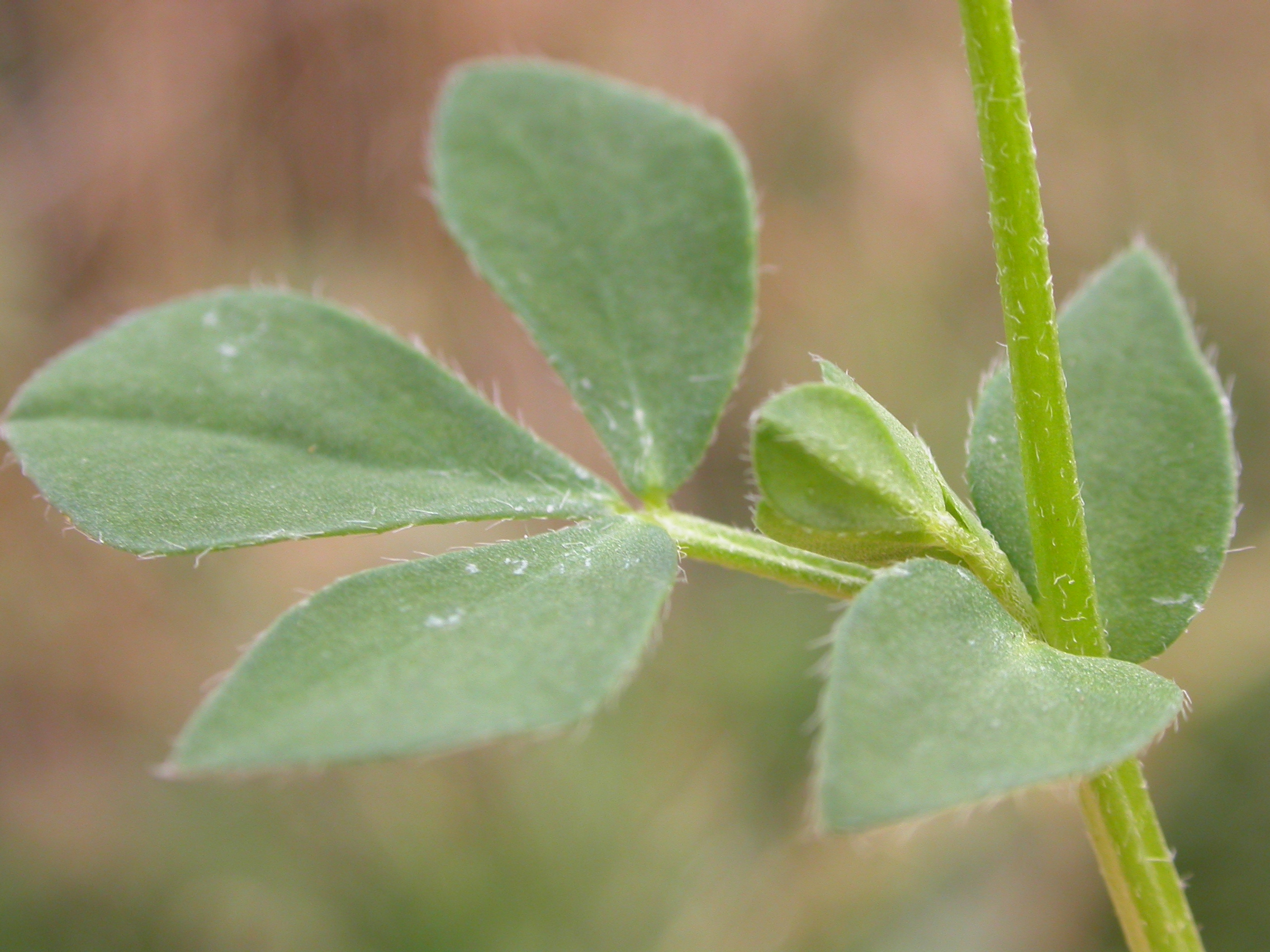
A levelei
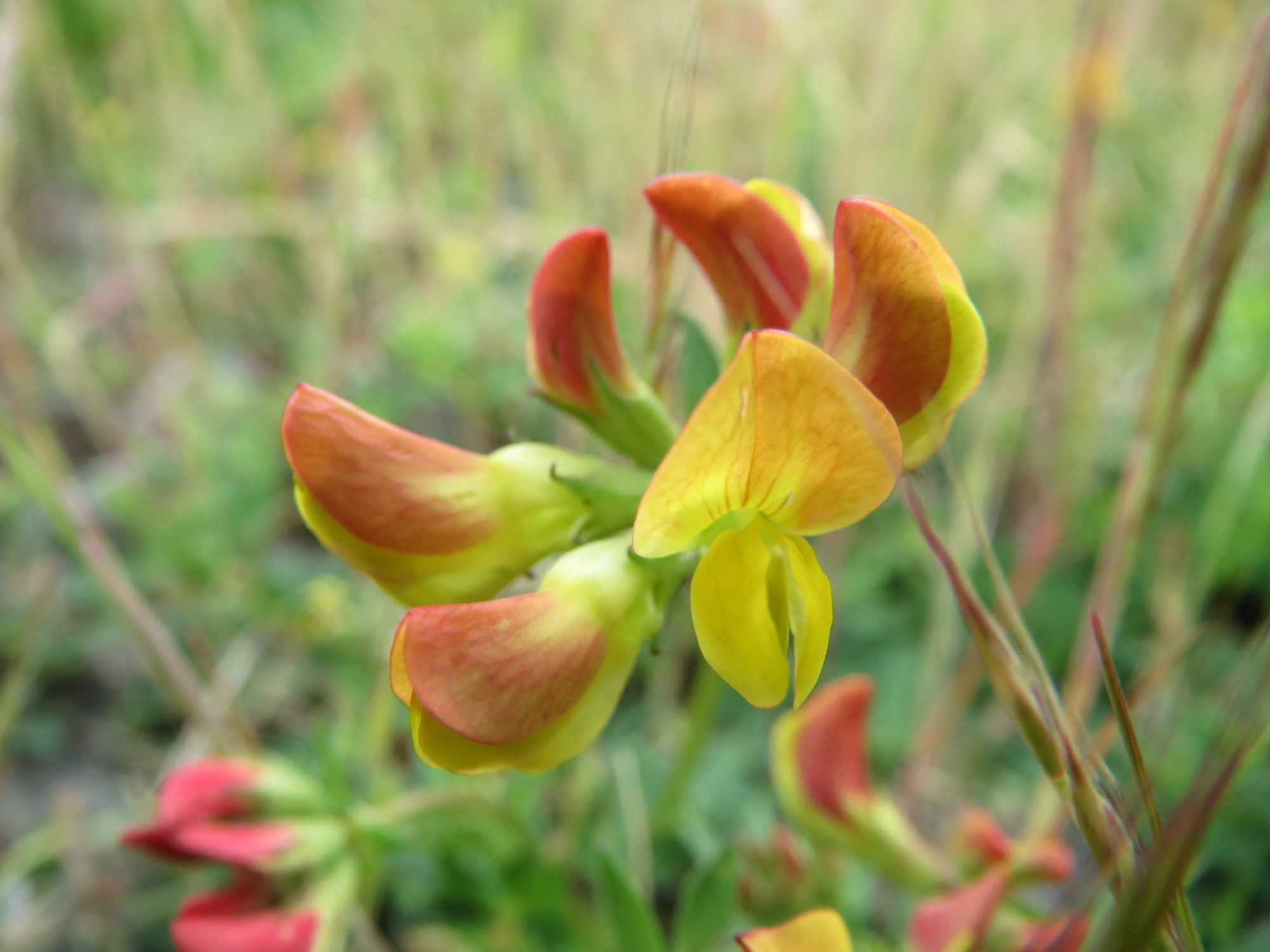
Virágai
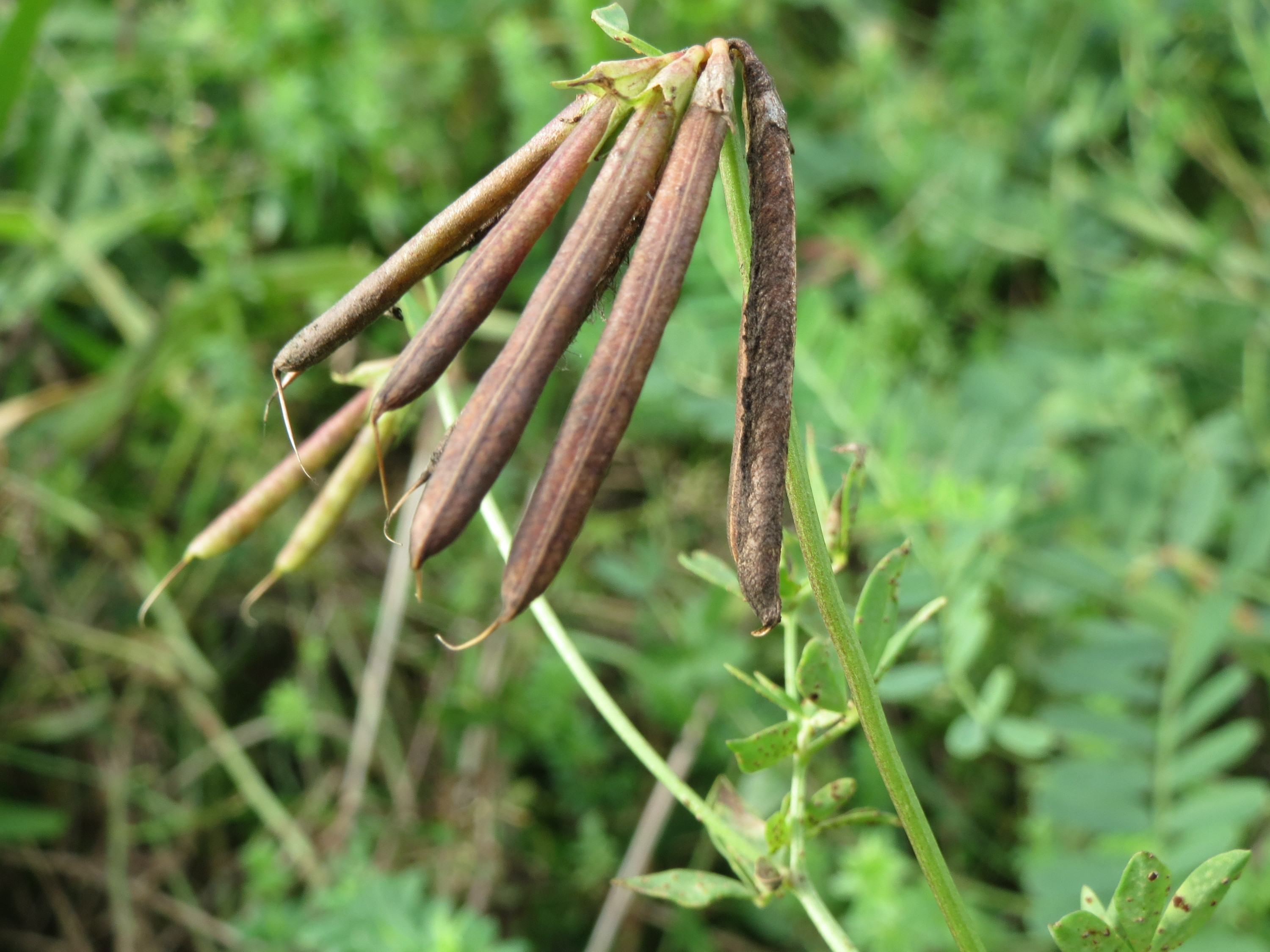
Hüvelytermései

## Fordítás
- Ez a szócikk részben vagy egészben  a   Lotus corniculatus című angol Wikipédia-szócikk ezen változatának fordításán alapul.  Az eredeti cikk szerkesztőit annak laptörténete sorolja fel. Ez a jelzés csupán a megfogalmazás eredetét és a szerzői jogokat jelzi, nem szolgál a cikkben szereplő információk forrásmegjelöléseként.